# Drott (titel)
Drott eller drotten (fornsvenska: drotin) var under fornnordisk tid en konunga- och prästtitel. Det var en man som hade ett krigarfölje (isländska drótt), en hird, det vill säga en hövding eller furste.
Sedan kristendomen blivit införd i Sverige, betecknade ordet drotten Gud och det isländska dróttinsdagr betyder Herrens dag, söndag.
I formen drots kvarlevde titeln in i medeltiden. En drotts hustru kallades drottning, vilket fortfarande är namnet på en kungs hustru eller en kvinnlig monark på de nordiska språken.